# 리마예식
리마예식(Lima Liturgy)은 1982년 페루의 수도, 리마에서 열린 세계교회협의회(이하, WCC)의 '신앙과 직제 위원회' 총회에서 채택한 "세례, 성만찬, 사역"(Baptism, Eucharist, Ministry)의 '리마문서' 중 예식부분을 의미한다.

## 발자취

### 성례전의 일치를 위하여
채택 이전까지 WCC 참석 교단의 대표들은 교회 일치를 위한 회의와 예배에서 기독교의 성례전(성사)중에서 가장 중요한 성찬(Eucharist)에 대한 신학적 견해와 예전의 차이로 함께 성찬을 하기 어려웠다. 교회 연합 운동에 기독교의 핵심 성례전인 성찬도 어렵자 이에 대한 반성으로 성찬에 대한 신학적 공감대를 형성하고 우선적으로 성찬의 일치적 실천을 위해 이 예식이 채택되었다. 1983년 제6차 WCC 총회가 열린 캐나다 밴쿠버에서 최초로 리마예식에 따라 성찬식이 베풀어졌다. 첫 예식에서 러시아 정교회 대주교의 기도, 서독의 천주교회 주교의 성서봉독, 남인도교회 감독의 설교, 영국 성공회 대주교의 성찬 기도, 덴마크 루터교회, 인도네시아 개혁교회(Reformed Church, 장로교회), 베닝의 감리교회, 헝가리 침례교회, 자메이카 모라비안 교회, 캐나다 연합교회 목사들이 순서를 맡아 성찬을 거행하였다.

### 리마문서
'리마예식'이 포함된 '리마문서'는 1975년 나이로비 대회 결의를 거쳐 세계 140여개 교단의 응답(17개 지역 천주교 신학교의 반응 포함)과 의견이 수렴되었고, 40여명의 전문가로 응답과 질의, 수렴과 결정 과정을 겨쳐 1977년부터 채택되는 1982년까지 공식적으로 12회의 수정, 보완이 이뤄졌다. 1982년까지도 세밀한 부분을 수정, 보완했으며, 1982년 리마에서 개최한 '신앙과 직제 위원회' 총회에서 이의없이 채택되었다. 이후 대한민국에서는 한국기독교교회협의회가 1986년 《리마예식서》로 해설 부분과 함께 번역 출간하였고, 2005년부터는 한국기독교교회협의회에서 전자책 형태로 무상 제공한다.

### 논란
'리마예식'은 성찬에 관련한 신학 논쟁의 주요 쟁점인 기념, 임재, 희생의 세 신학적 요소를 성서와 전통적 신학 요소를 종합적으로, 에큐메니컬 정신을 바탕으로 이해하고 접근하고자 노력했던 결과이다. 총회에서는 이의 없이 채택되었고, 1983년 6차 WCC 총회에서 거행되었지만, 이후 개신교회의 보수적 입장과 천주교회의 보수적 입장, 정교회의 보수적 입장에서는 이에 대해 반대 의견을 나타내었다.
개신교회와 정교회 보수 신학자들은 에큐메니칼의 근간의 개신교 교회와 정교회의 일치의 노력에 천주교 입장에 반영되어 순수하지 않은 성찬의 라틴 예식 수용이라는 비판을 했으며, 반대로 천주교 보수 신학자들은 개신교회와 정교회의 활동인 에큐메니칼 활동에 참석해 개신교의 신학적 방향을 수용하고 동의한 결과라고 비판하였다.

### 의미
'리마예식'의 의미는 단순히 1982년 신학적으로 종결된 사건으로 볼 것이 아니라, 예식서에서도 밝히듯이 "리마예식서가 리마 문서의 정신을 반영한 유일한 예전적 표현일 수 없다. 다만 리마에서 이룩된 신학적 일치의 수렴을 우리의 예배에 표현할 수 있는 가능한 형태 내지 실례를 제시한 것에 불과하다."라고 봐야 한다. 리마예식은 앞으로 세계의 교회가 유념할 성찬의 가능성과 문제점을 공유하고 논의하는 시작점이라 할 수 있다.

## 같이 보기
- 한국기독교교회협의회 편역《리마예식서》한국기독교교회협의회, 1986.